# Stanley Airport
Stanley Airport (IATA: PSY, ICAO: SFAL) (ofta även Port Stanley Airport) är en flygplats i Stanley, Falklandsöarna. Den är belägen drygt tre kilometer från staden i nordöstlig riktning och  invigdes 1979. Fram till 1970-talet hade alla resor till och från Falklandsöarna gjorts med båt. Landningsbanan är kort, och i princip endast flygningar inom Falklandsöarna går från flygplatsen. Det finns ett antal enkla gräsbanor runtom på ögruppen.
Flygplatsen har en egen räddningsstyrka om fyra man, Falkland Islands Airport Fire & Rescue Service. 

## Historia
1973 slöts ett avtal mellan Argentina och Storbritannien om en flygförbindelse mellan Falklandsöarna och den sydamerikanska fastlandet. En tillfällig landningsbana iordningställdes vid Stanleys östra utkant. En permanent bana på nuvarande plats invigdes 1979. Flygningarna mellan Stanley och Comodoro Rivadavia i Argentina ombesörjdes av det argentinska statliga flygbolaget LADE.
Under Falklandskriget 1982 övertogs flygplatsen av den argentinska militären, som här inrättade en flygbas, Base Aérea Militar Malvinas (BAM MLV). Under konflikten träffades flygplatsen av 237 bomber, 1200 granater och 16 missiler. Trots detta lyckades argentinarna hålla basen igång ända fram till kapitulationen i juni 1982.
Efter kriget blev flygplatsen istället en brittisk flygbas, RAF Stanley och omfattande reparations- och utbyggnadsarbeten genomfördes.
1985 öppnades flygbasen vid Mount Pleasant, Falklandsöarna och Stanley Airport är sedan dess en civil flygplats. Alla flygningar utanför Falklandsöarna går via Mount Pleasant, som har en lång bana.